# Гиллберг, Якоб Аксель
Якоб Аксель Гиллберг (нем. Jacob Axel Gillberg; 15 декабря 1769, Вестманланд — 1 октября 1845, Стокгольм) — шведский художник — портретный миниатюрист.

## Биография
Родился в 1769 году в Вестманланде. Уже с подросткового возраста учился в Шведской академии художеств, и, между прочим, получил несколько наставлений от посетившего Швецию датского миниатюриста Корнелиуса Хойера.
С 1792 года преподавал рисование в Военной академии Карлберг; был произведён в офицерский чин.

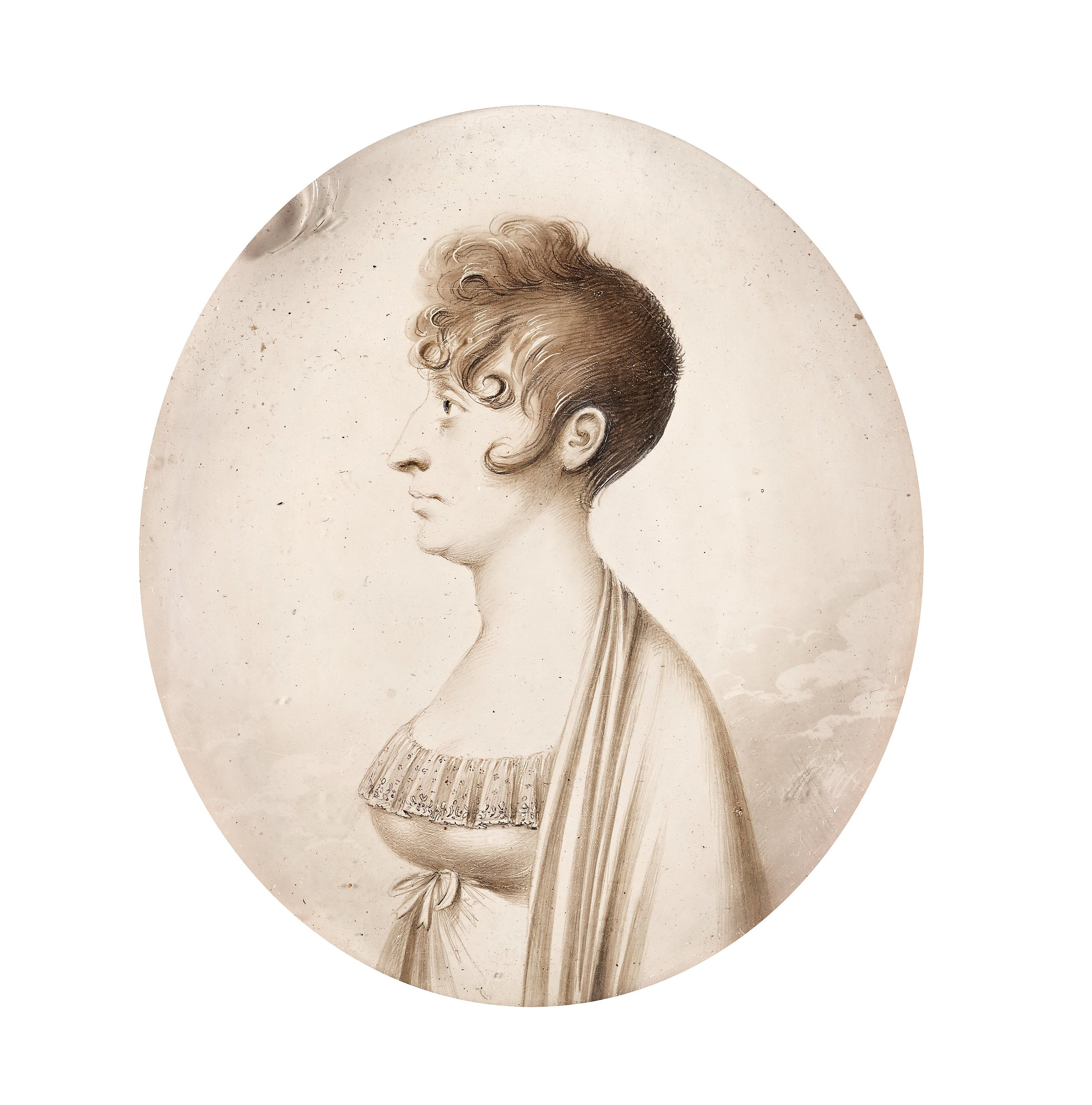
Королевская книгопечатница Эльса Фугт. Миниатюра работы Я.-А. Гиллберга (1806)

Работал как портретный миниатюрист, создавая как оригинальные произведения, так и копии со станковых портретов. Так, миниатюрный портрет русского посла в Швеции граф Петра Корниловича Сухтелена был скопирован с оригинала Джордж Доу, хранящегося в Военной галерее Зимнего дворца.
Собственные работы Гиллберга в области станковой живописи редки. Однако известно, что он написал масштабные парадные портреты Карла XIII, Карла XIV Юхана (маршала Бернадота) и королевы Дезидерии (Дезире Клари), наряду с миниатюрными.
Ещё с 1796 года художник был академиком (действительным членом) Королевской академии художеств в Стокгольме, а в 1840 году стал её ректором.
Скончался Гиллберг в 1845 году в Стокгольме.

## Галерея

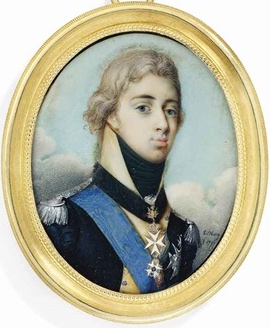
Густав IV Адольф (1797)
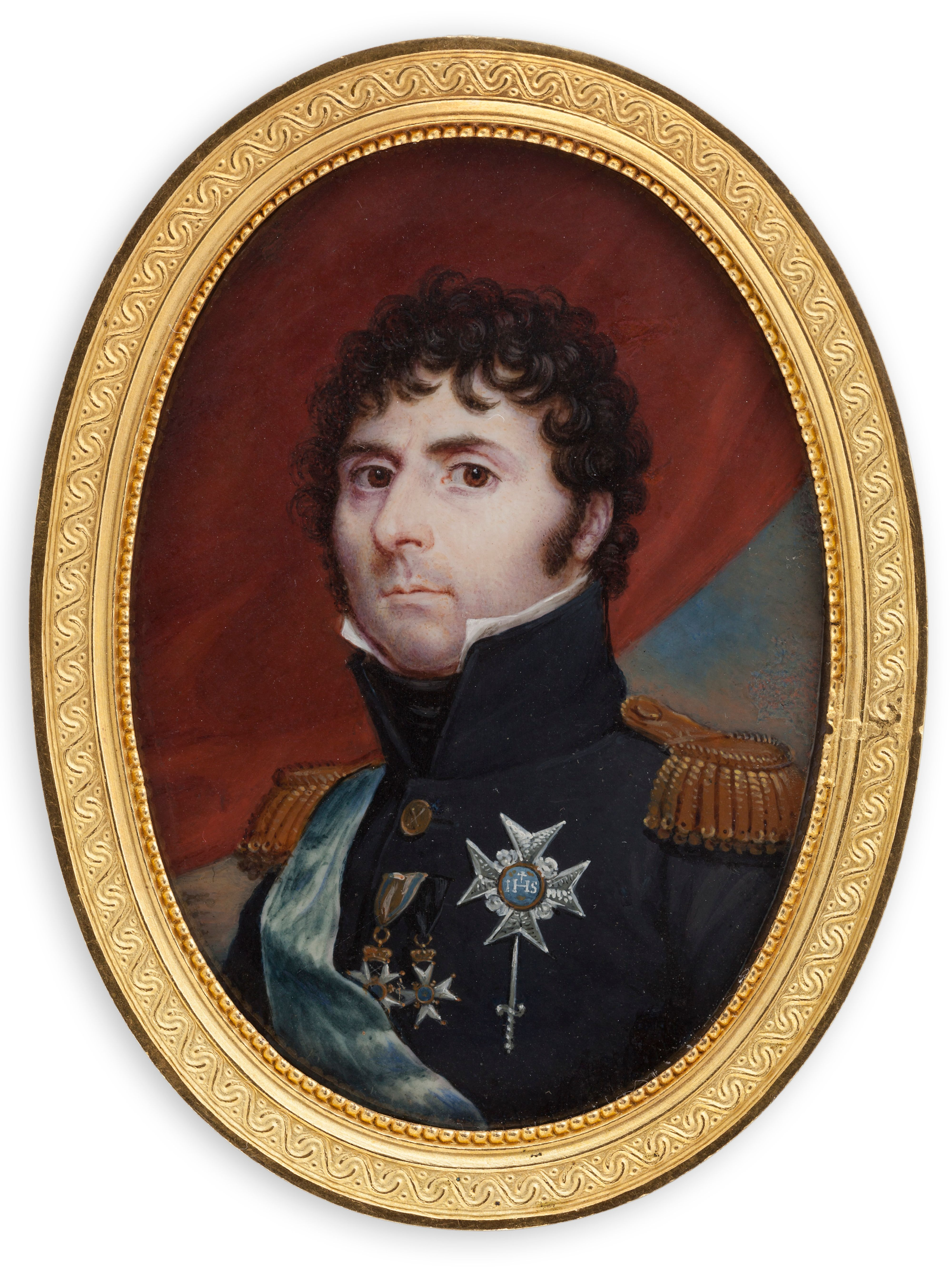
Карл XIV Юхан (ок. 1810)
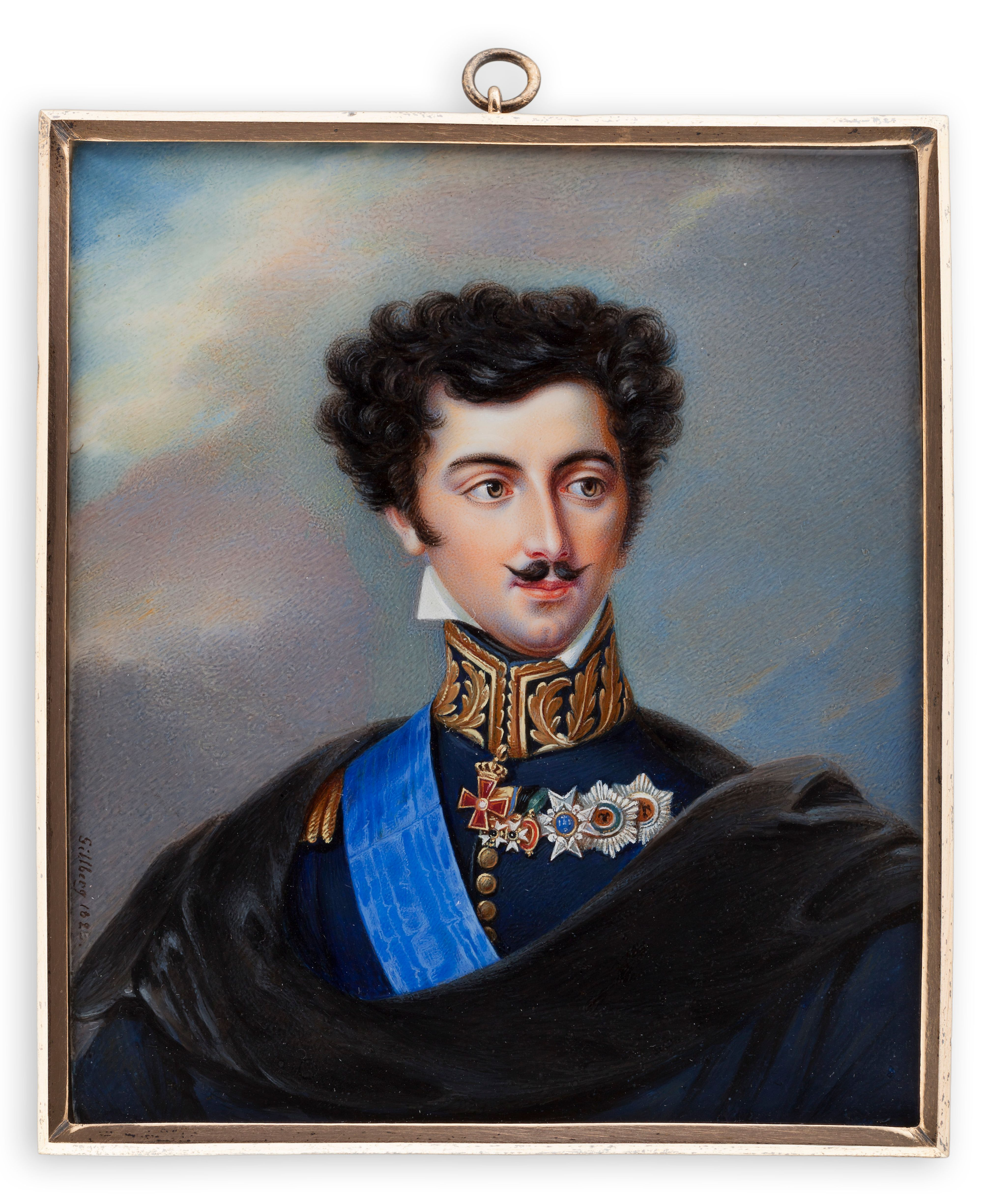
Оскар I в бытность кронпринцем
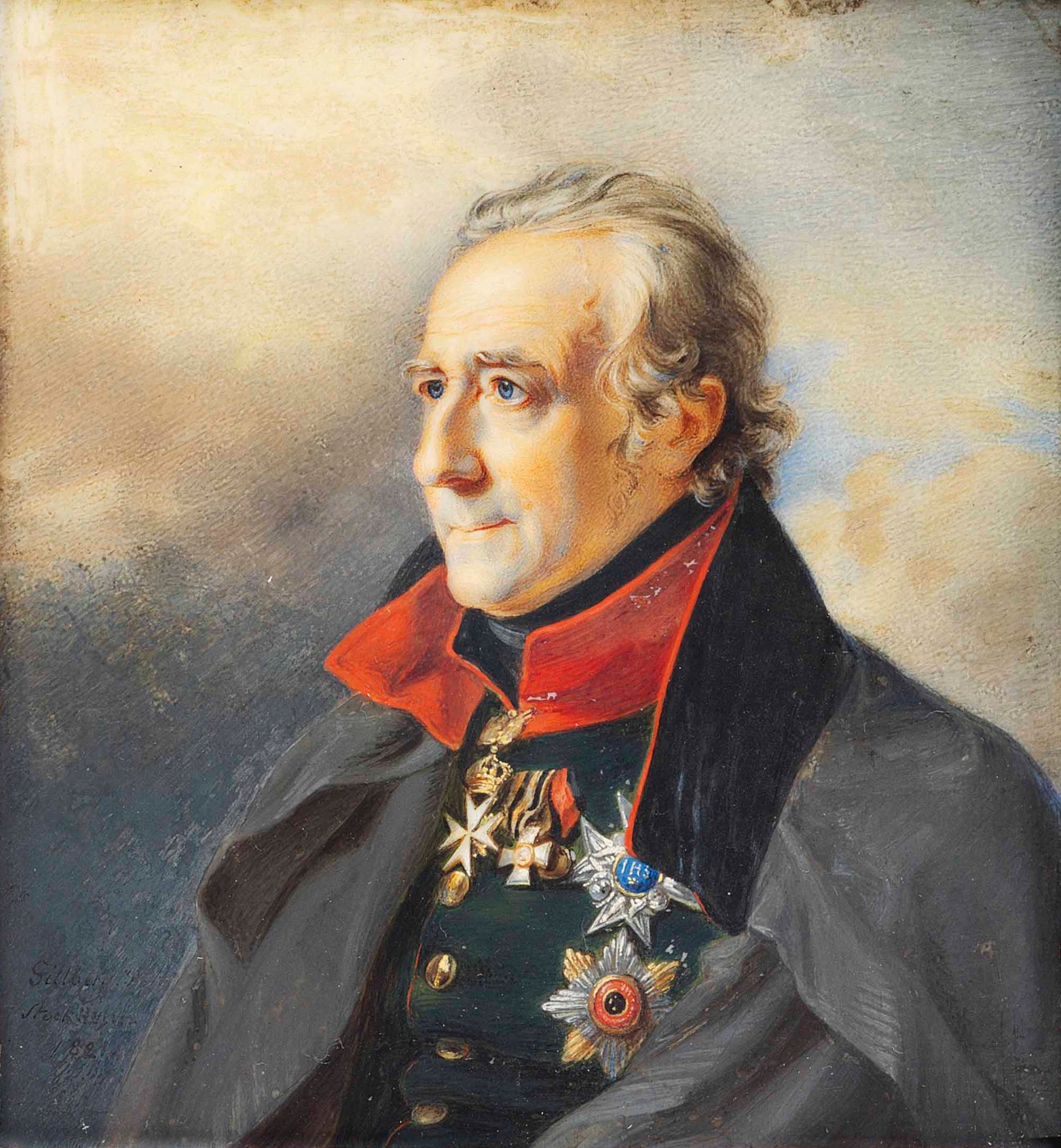
Посол России в Швеции граф Пётр Корнилович Сухтелен (1821)
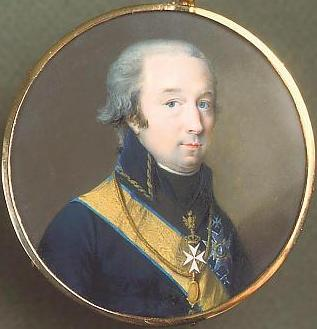
Вице-адмирал Карл Олаф Кронстед (ок. 1801)
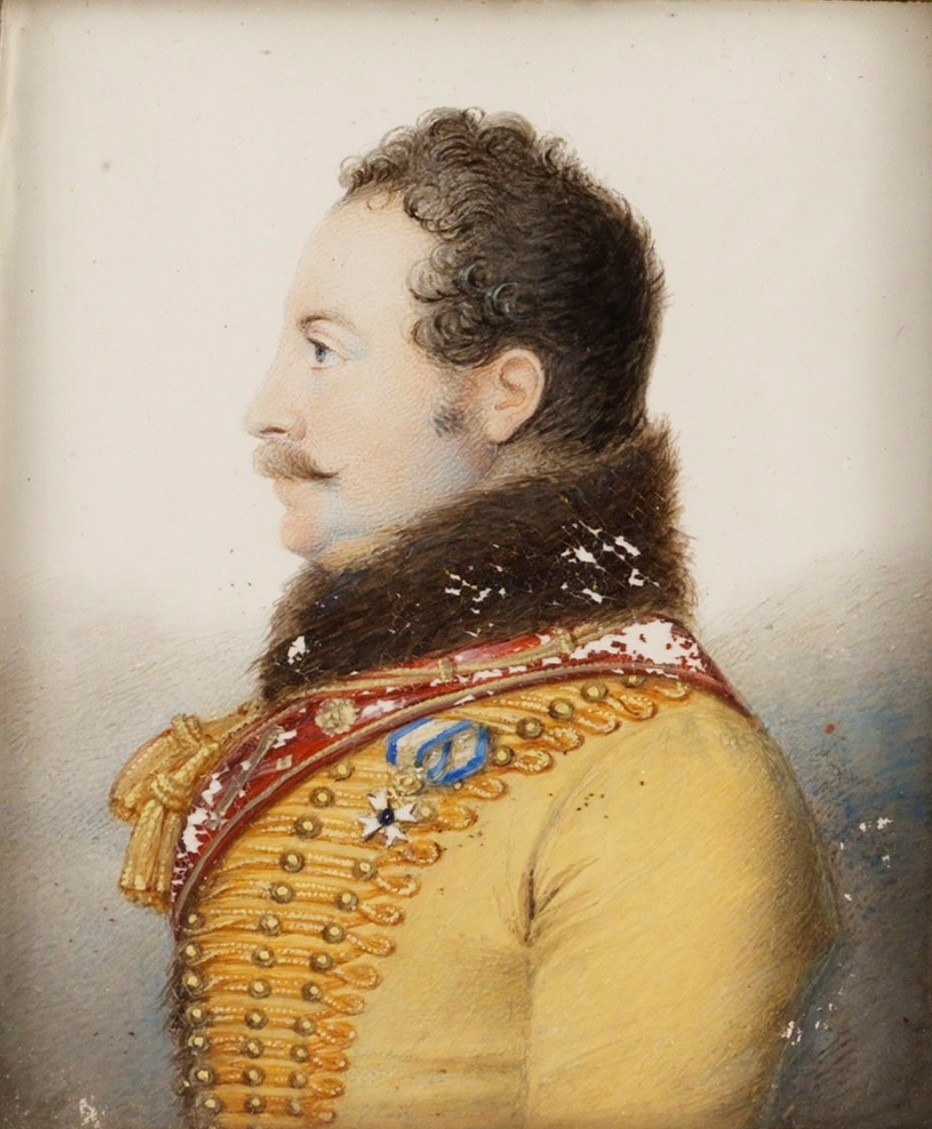
Адъютант короля барон Сикстен Давид Спарре (ок. 1815)
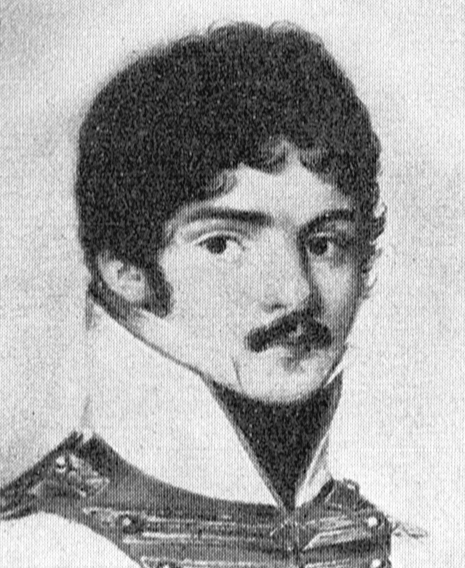
Камергер короля барон Конрад фон Бликсен-Финек
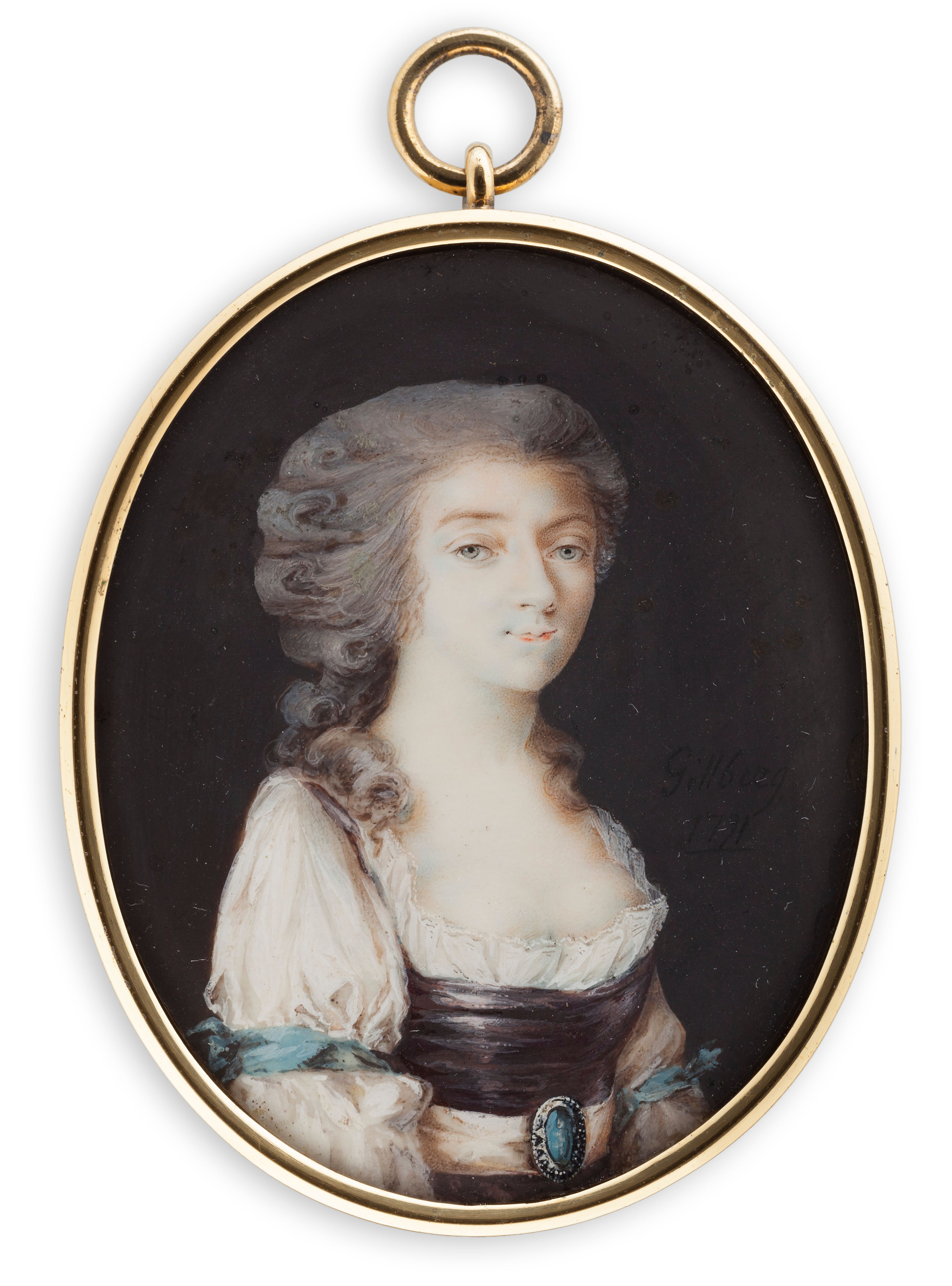
Графиня Софи фон Пайпер (1791)
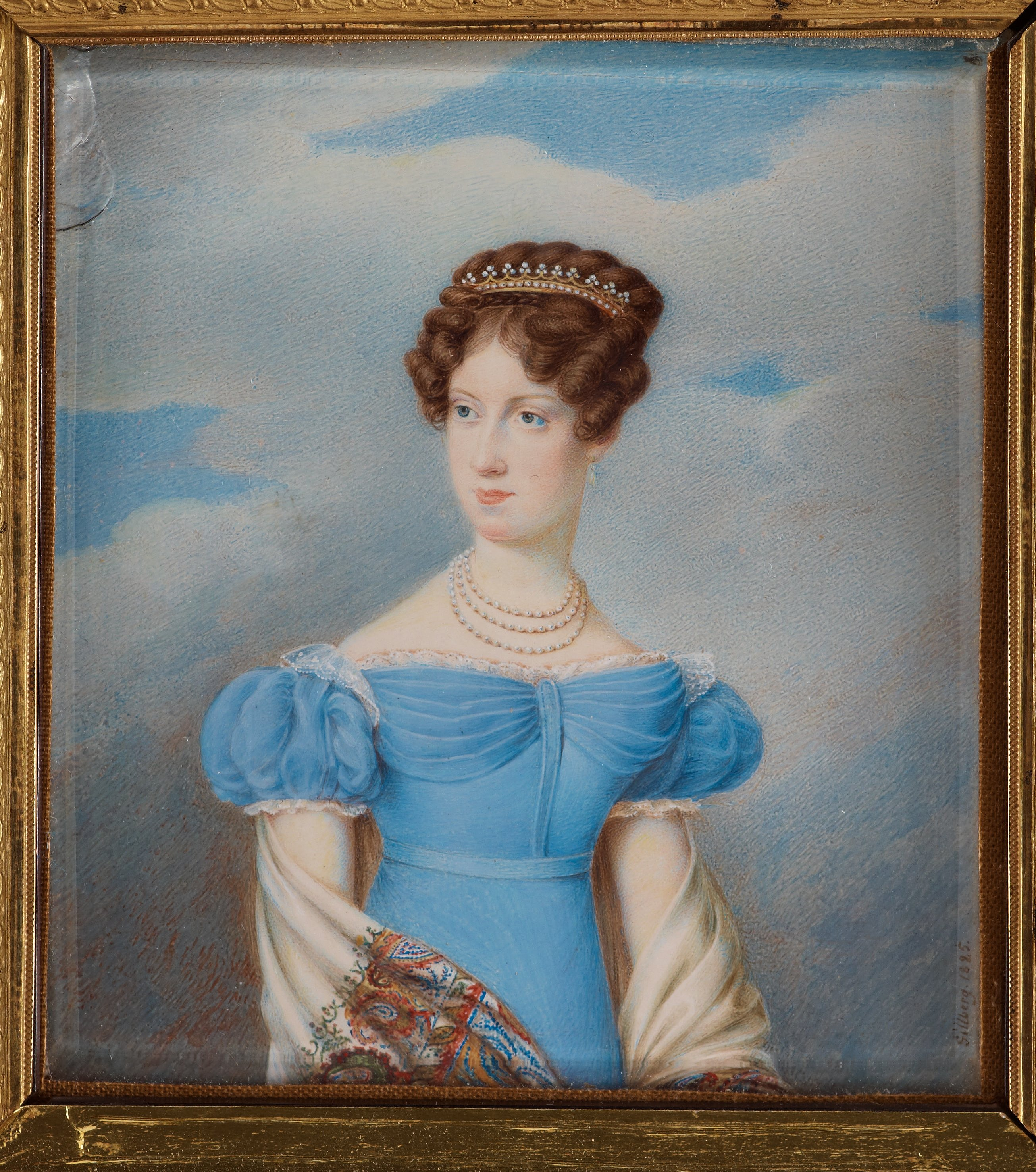
Графиня Ульрика Вильгельмина Браге (1825)
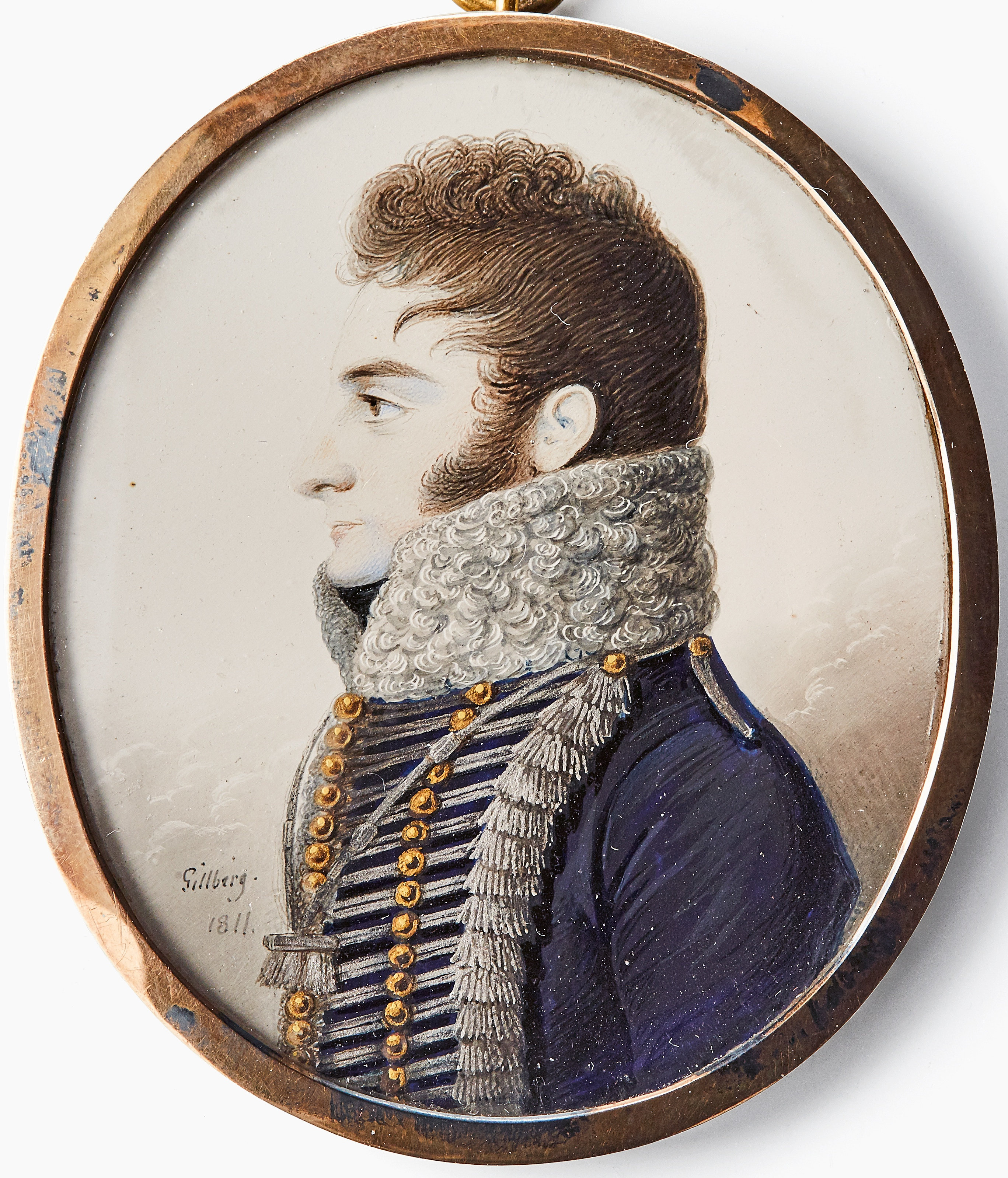
Эммануэль де Геер (1811)
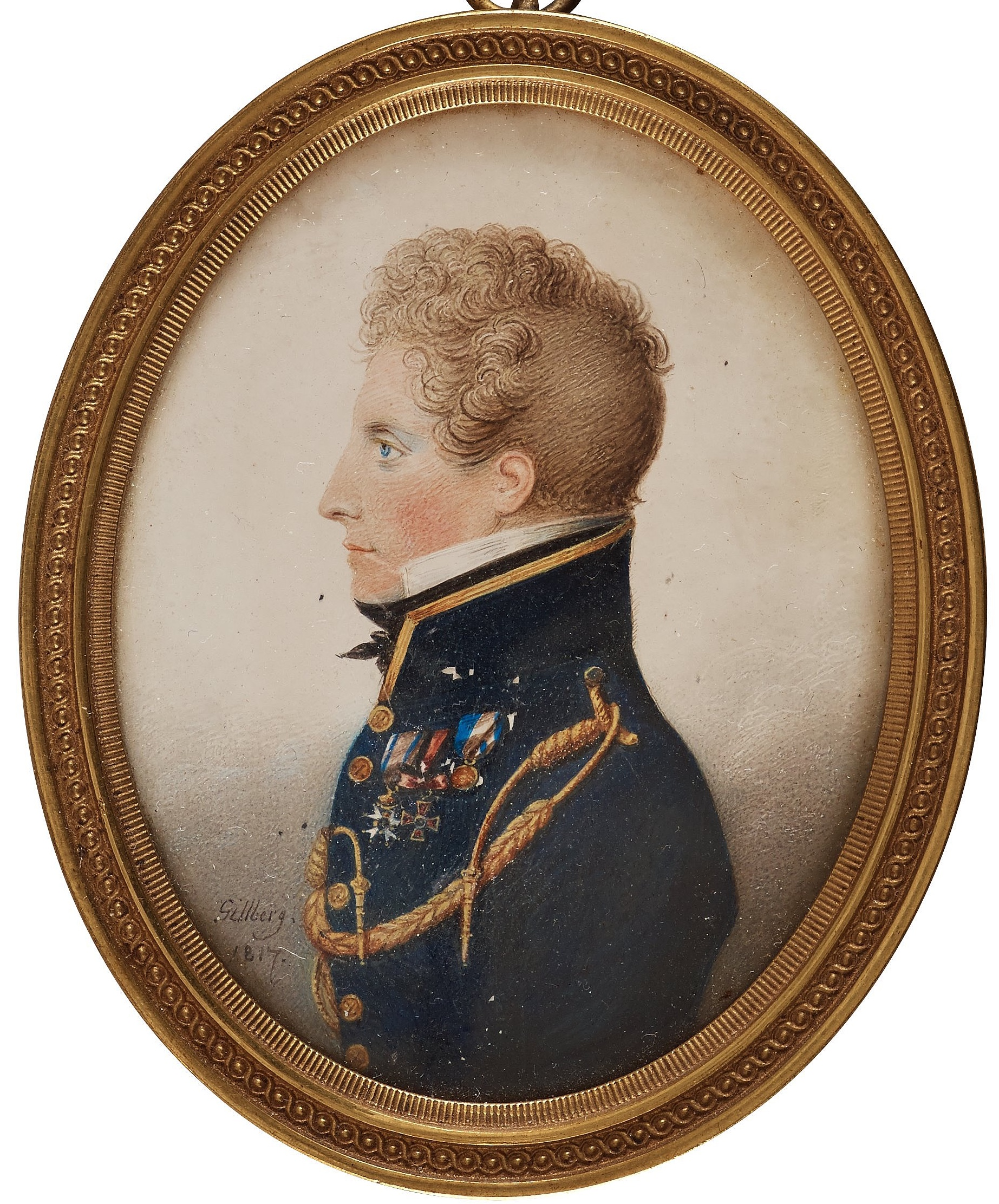
Граф Магнус фон Розен (1817)